# Nishigaya Takayuki
Takayuki Nishigaya (sinh ngày 12 tháng 5 năm 1973) là một cầu thủ bóng đá người Nhật Bản.

## Sự nghiệp câu lạc bộ
Takayuki Nishigaya đã từng chơi cho Nagoya Grampus Eight, Avispa Fukuoka, Verdy Kawasaki, JEF United Ichihara và Albirex Niigata.